# InSight
InSight (Exploración Interior utilizando Investigaciones Sísmicas, Geodesia y Transmisión de Calor en español) fue una misión de NASA cuyo objetivo es posicionar un aterrizador fijo (en este caso, un robot geofísico), equipado con instrumentos de alta tecnología para el estudio del "pulso" interior, subsuelo, la 'temperatura' (transmisión de calor) y 'reflejos' (rastreo de precisión) el conocimiento de la evolución geológica temprana del planeta Marte, proporcionando una mejor comprensión de los planetas y lunas rocosas del Sistema Solar (Mercurio, Venus, Tierra, Marte o la Luna).
La misión se preveía para lanzar en marzo de 2016, pero se pospuso hasta el día de su exitoso lanzamiento, el 5 de mayo de 2018, a las 11:05 UTC.
El 26 de noviembre de 2018 a las 07:54 UTC aterrizó exitosamente en la provincia volcánica de Elysium Planitia en el ecuador de Marte.
En su estadía en la superficie, realizó investigaciones y estudios de la estructura interna del planeta y la detección de 'martemotos'.
El 15 de diciembre de 2022 se tuvo el último contacto con el aterrizador y el 18 de diciembre se intentó establecer nuevamente contacto. Finalmente, el 21 de diciembre de 2022, NASA ha decidido concluir la misión de InSight en Marte, tras más de cuatro años.

## Historia y antecedentes

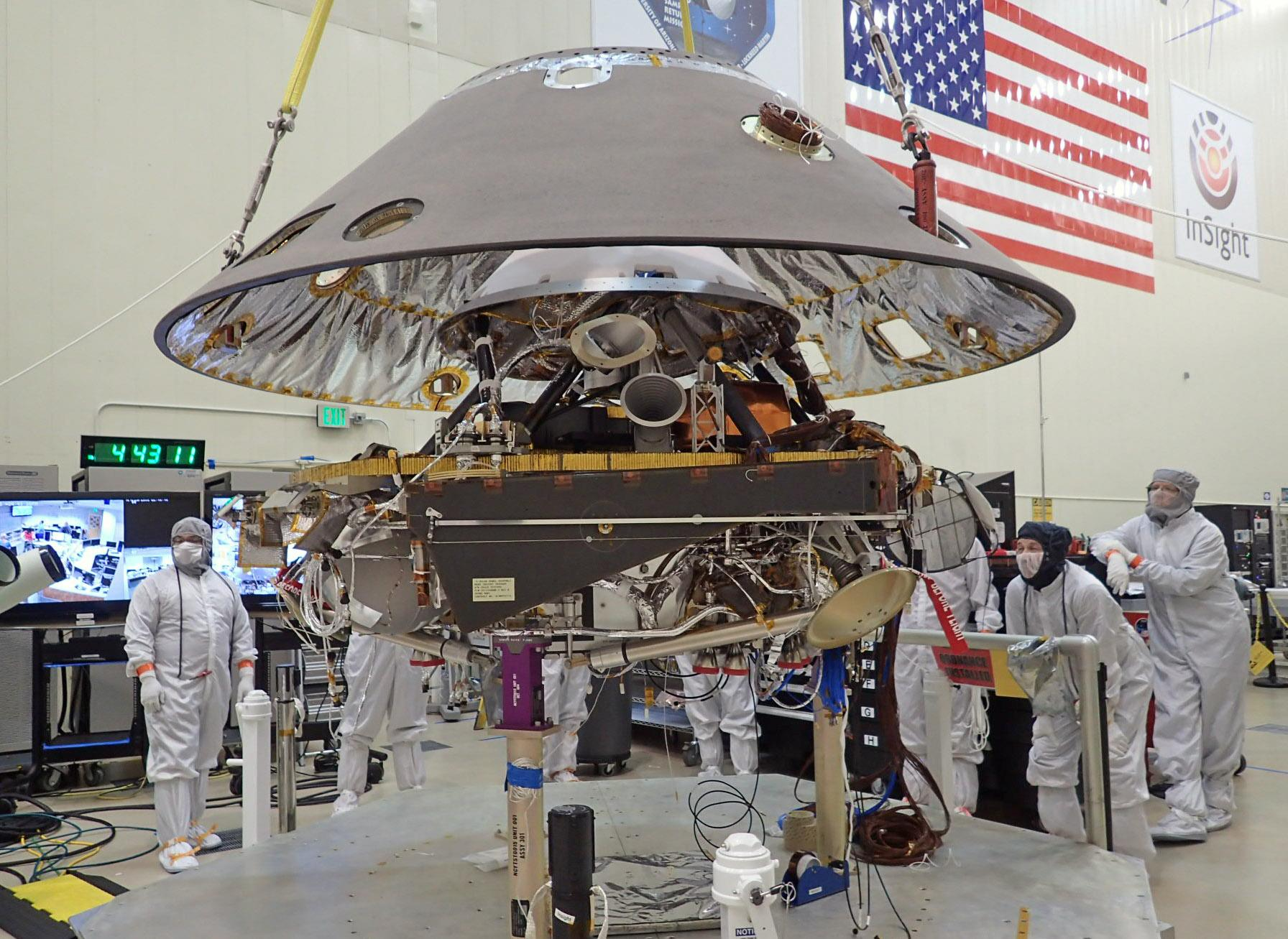
La sonda siendo encapsulada en su escudo protector en abril de 2015.

Al principio InSight se iba a denominar GEMS (Geophysical Monitoring Station), pero su nombre fue cambiado a principios de 2012 a petición de la NASA ya que ese nombre lo llevaba un satélite astronómico para la observación en rayos X que estaba cancelado. De las 28 propuestas realizadas en el año 2010, Insight fue una de las tres finalistas del Programa Discovery que recibió 3 millones de dólares en mayo de 2011 para desarrollar un estudio conceptual detallado, junto con Titan Mare Explorer (TiME) y Comet Hopper (CHopper), ambas canceladas. En agosto de 2012, InSight fue seleccionada para su desarrollo y lanzamiento. Administrado por el Laboratorio de Propulsión a Chorro de la NASA (JPL) y con la participación de científicos de varios países, la misión tenía un presupuesto inicial de 425 millones de dólares, sin incluir la financiación de vehículos de lanzamiento.
La NASA comenzó la construcción del módulo de aterrizaje el 19 de mayo de 2014, y realizó las primeras pruebas el 27 de mayo de 2015.
Una fuga de vacío persistente en el sismómetro VBB que tenía que fabricar la agencia espacial francesa Centro Nacional de Estudios Espaciales (Centre National d’Études Spatiales - CNES) y que es conocido como Seismic Experiment for Interior Structure (SEIS) llevó a la NASA a posponer el lanzamiento previsto de marzo de 2016 a mayo de 2018. El Laboratorio de Propulsión a Chorro de la NASA se hizo cargo del desarrollo del contenedor de vacío para SEIS, y CNES gestiona las actividades de integración y prueba de instrumentos. La dificultad de un sismómetro interplanetario fue experimentado por la NASA cuando el sismómetro del módulo de aterrizaje de la Viking 1 no se desplegó correctamente en 1976. Los sismómetros de la Viking 1 se montaron en el módulo de aterrizaje, lo que significa que también recogió las vibraciones de varias operaciones del módulo de aterrizaje y del viento. Las lecturas del sismómetro se usaron para estimar el grosor de la corteza geológica marciana entre 14 y 18 km (8,7 y 11,2 mi) en el lugar de aterrizaje del Viking 2. El sismómetro de la Viking 2 detectó la presión de los vientos de Marte complementando así los resultados meteorológicos. Se barajó la posibilidad de un posible terremoto, aunque no fue confirmado debido a las limitaciones del diseño, especialmente debido al ruido de otras fuentes como el viento. Los datos del viento sí fueron útiles por sí solos, a pesar de las limitaciones de los datos, se pudieron descartar eventos sísmicos generalizados y extensos (no se detectaron grandes terremotos).
Existen otros sismómetros en la Luna que llevaron las misiones Apolo 12, 14, 15 y 16, los cuales proporcionaron mucha información sobre la sismología lunar, incluido el descubrimiento de los terremotos lunares. La red sísmica Apollo, que se explotó hasta 1977, detectó al menos 28 terremotos lunares de hasta 5.5 en la escala de Richter.
Se tomaron medidas por medio del radar Doppler con las Viking y veinte años después con la sonda Mars Pathfinder, en cada caso se calculó el eje de rotación de Marte. Al combinar estos datos, el tamaño del núcleo se limitó, porque el cambio en el eje de rotación durante 20 años permitió una tasa de precesión y, a partir de eso, se calculó el momento de inercia del planeta.

### Proceso
Cuando se retrasó el despegue, el resto de la sonda fue devuelta a la fábrica de Lockheed Martin, ubicada en Colorado, para su almacenamiento, y el cohete Atlas V destinado para lanzarla, fue reasignado a la misión WorldView-4.
El equipo de la NASA anunció el 9 de marzo de 2016 que InSight se retrasaría hasta la ventana de lanzamiento de 2018 con un gasto adicional de 150 millones de dólares. La nave espacial estuvo programada para su lanzamiento el 5 de mayo de 2018 y para un aterrizaje en Marte el 26 de noviembre; el plan de vuelo ha permanecido sin cambios, y el lanzamiento se realizó a bordo de un cohete Atlas V desde la Base Aérea Vandenberg. El Laboratorio de Propulsión a Chorro de la NASA se ha encargado de rediseñar y construir un nuevo recinto de vacío para el instrumento SEIS, mientras que el CNES llevará a cabo la integración y prueba de los instrumentos.
El 22 de noviembre de 2017, se finalizaron las pruebas en vacío térmico, también conocido como prueba TVAC (thermal vacuum), donde la nave espacial se coloca en condiciones de espacio simulado con presión reducida y varias cargas térmicas. El 23 de enero de 2018 se desplegaron y probaron sus paneles solares, y se agregó un segundo chip de silicio con 1,6 millones de nombres del público al módulo de aterrizaje.
El 28 de febrero de 2018 la sonda fue enviada desde Lockheed Martin Space Systems en Denver a la Base Aérea Vandenberg, California, en un avión de carga C-17 para comenzar los preparativos finales para el lanzamiento.

## Lanzamiento

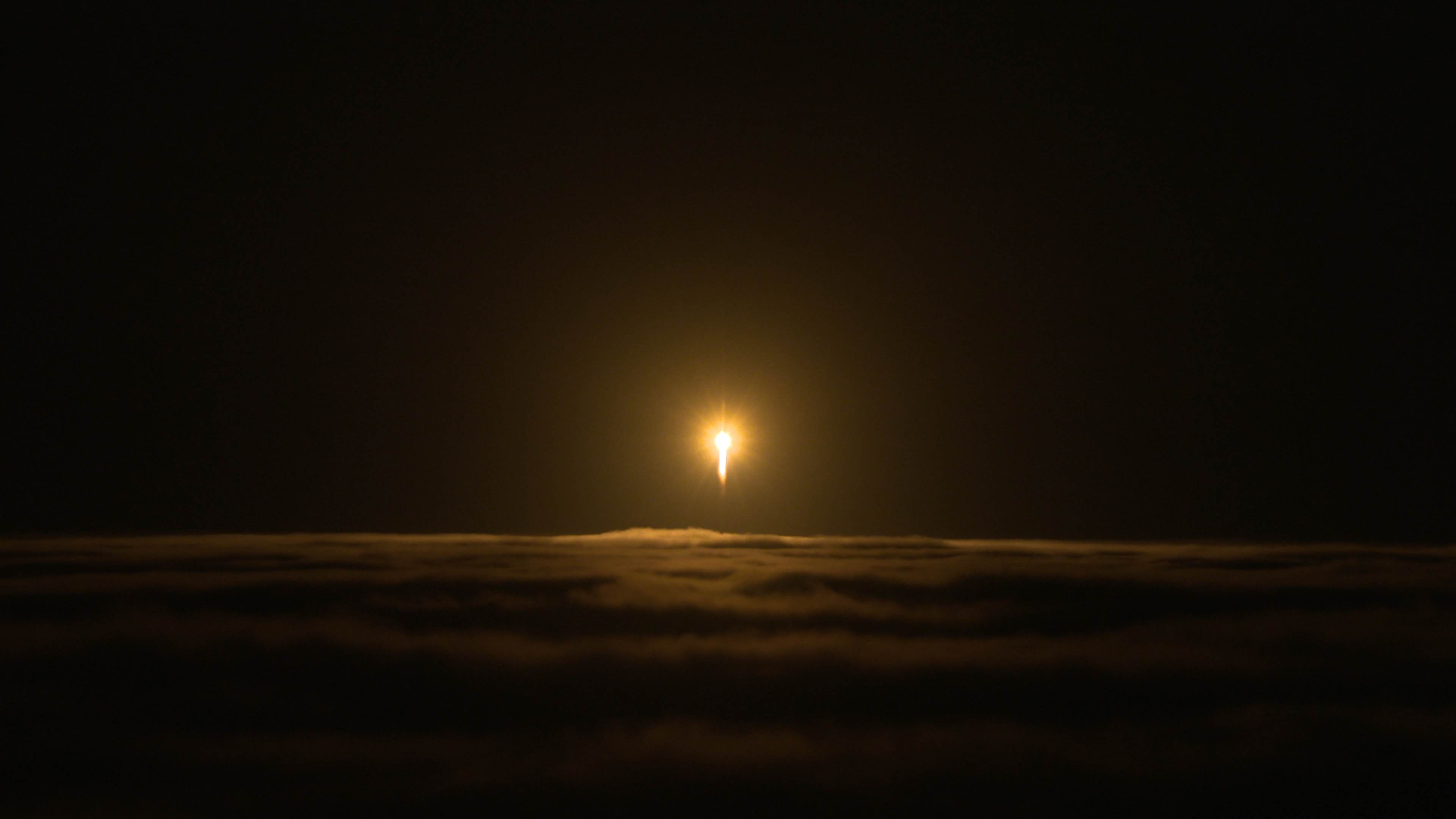
El cohete Atlas V se alza sobre la neblina de la Base Aérea Vandenberg durante el lanzamiento

El lanzamiento lo gestiona el Launch Services Program de la NASA. En principio, InSight tenía previsto su lanzamiento el 4 de marzo de 2016 en un Atlas V 401 (carenado de 4 metros/cero (0) cohete acelerador sólido/solo (1) motor Centaur) de la Base Aérea Vandenberg en California, EE. UU., pero fue suspendido en diciembre de 2015 debido al problema surgido con el instrumento SEIS.
La ventana de inicio reprogramada oscilaba entre el 5 de mayo y el 8 de junio de 2018, programada para un vehículo de lanzamiento Atlas V 401 (AV-078) desde la Base de la Fuerza Aérea Vandenberg. La misión finalmente despegó el 5 de mayo a las 07.05 horario del este de Norteamérica. Esta fue la primera misión interplanetaria estadounidense que se lanzó desde California.
El viaje a Marte ha durado aproximadamente 6 meses y medio realizando 484 millones de km (301 millones de millas), posándose con éxito el 26 de noviembre de 2018. Desde el aterrizaje se inicia una fase de despliegue de dos meses que forma parte de su misión principal de dos años (alrededor de un año de Marte).

## Estado de la misión
El 26 de noviembre de 2018, la NASA informa que el aterrizaje de la nave InSight en Marte se había realizado con éxito. Minutos más tarde se recepcionaba una imagen de toma de contacto, hecha a través de la tapa transparente de la lente que aún no se había quitado de la cámara de la nave espacial.
InSight envió señales a la Tierra indicando que sus paneles solares estaban completamente abiertos y abasteciéndose de la luz solar. El orbitador Mars Odyssey de la NASA transmitió señales que se recibieron aproximadamente a las 5:30 p. m. PST (8:30 p. m. EST) en la Tierra. El despliegue de los paneles solares garantiza que la nave pueda recargar sus baterías diariamente. Odyssey también transmitió un par de imágenes mostrando el sitio de aterrizaje de InSight.
Tras varios días realizando fotografías del entorno para localizar los mejores sitios para colocar los instrumentos y probando el buen funcionamiento de la nave, se empezó con la colocación de los instrumentos. 

Colocación del sismómetro

El 19 de diciembre de 2018 se colocó el sismómetro, la sonda utilizó su brazo robótico para llevar a cabo esta acción.  Unos pocos días después, la sonda captó las vibraciones que provocaba el viento de Marte, que sopló a unos 20 km/h.
El 4 de febrero de 2019, la sonda colocó el protector del sismómetro. 
El 13 de febrero de 2019, la sonda instaló el termómetro y taladro que le permitirá estudiar el subsuelo de Marte.
El 25 de abril de 2019, la sonda detecta por primera vez un posible terremoto.
Los controladores de misión detectaron que InSight había descubierto pulsos magnéticos inexplicables y oscilaciones magnéticas, en septiembre de 2019.
En febrero de 2020, según nuevos datos recopilados por el módulo de aterrizaje, se descubrió que el campo magnético marciano en el lugar de aterrizaje es aproximadamente 10 veces más fuerte de lo que se pensaba anteriormente y que fluctúa rápidamente.
InSight entró en hibernación de emergencia por la gran cantidad de polvo marciano que había en sus paneles solares, el 12 de abril de 2021.
Dos días más tarde, el aterrizador transmitió nuevamente imágenes tras volver de su hibernación de emergencia. 
El 3 de mayo de 2021, se intentó que el brazo robótico para lanzar arena en sus paneles solares y que el "viento" de Marte "limpiara" los paneles solares, algo que permitió un aumento en la potencia de 30 vatios-hora por sol.
En enero de 2022, InSight entró en modo seguro producto de una importante tormenta de polvo regional en el área, que causó una reducción en la luz solar que recibía el módulo de aterrizaje.  
Hasta mayo de 2022, se habían registrado 1.313 Marsquakes.
El 15 de diciembre de 2022 se tuvo el último contacto con el aterrizador.  
Se intentó una reconexión el 18 de diciembre, pero InSight no respondió.
Finalmente, el 21 de diciembre de 2022, NASA ha dado por terminada la misión de InSight tras más de cuatro años de trabajo en la superficie de Marte.

## Objetivos
InSight colocará un único módulo de aterrizaje fijo en Marte para estudiar entre otras cosas el interior y el subsuelo, y abordar un problema fundamental de ciencia planetaria y del sistema solar: comprender los procesos que dieron forma a los planetas rocosos del sistema solar interno (incluida la Tierra) hace más de cuatro mil millones de años.
El objetivo principal es estudiar la historia evolutiva temprana de los procesos que dieron forma a Marte. Al estudiar el tamaño, grosor, densidad y estructura general del núcleo, el manto y la corteza de Marte, así como la velocidad a la que escapa el calor del interior del planeta, InSight dará una idea de los procesos evolutivos de todos los planetas rocosos en el sistema solar interior. Los planetas interiores rocosos comparten un ancestro común que comienza con un proceso llamado acreción. A medida que el cuerpo aumenta de tamaño, su interior se calienta y evoluciona para convertirse en un planeta terrestre, que contiene un núcleo, manto y corteza. [34] A pesar de este ancestro común, cada uno de los planetas terrestres se moldea y forma a través de un proceso poco conocido llamado diferenciación. El objetivo de la misión InSight es mejorar la comprensión de este proceso y, por extensión, la evolución terrestre, midiendo los bloques de construcción planetarios formados por la diferenciación: el núcleo, el manto y la corteza de un planeta terrestre.
La misión determinará si hay alguna actividad sísmica, medirá la cantidad de flujo de calor del interior, calculará el tamaño del núcleo de Marte y si el núcleo es líquido o sólido. Esta información sería pionera de su tipo en Marte. También se espera que las frecuentes explosiones aéreas de meteoritos (10-200 eventos detectables por año para InSight) proporcionen señales sismo-acústicas adicionales para sondear el interior de Marte. El objetivo secundario de la misión es realizar un estudio en profundidad de la geofísica, la actividad tectónica y el efecto de los impactos de meteoritos en Marte, lo que podría proporcionar conocimiento sobre dichos procesos en la Tierra. El grosor de la corteza, la viscosidad del manto, el radio y la densidad del núcleo y la actividad sísmica deberían experimentar un aumento de la precisión medido en el orden de 3X a 10X en comparación con los datos actuales.
En términos de procesos fundamentales que dan forma a la formación planetaria, se cree que Marte contiene el registro histórico más profundo y preciso, porque es lo suficientemente grande como para haber experimentado los primeros procesos de acreción y calentamiento interno que dieron forma a los planetas terrestres, pero lo suficientemente pequeño como para conservar los signos de esos procesos.

## Diseño

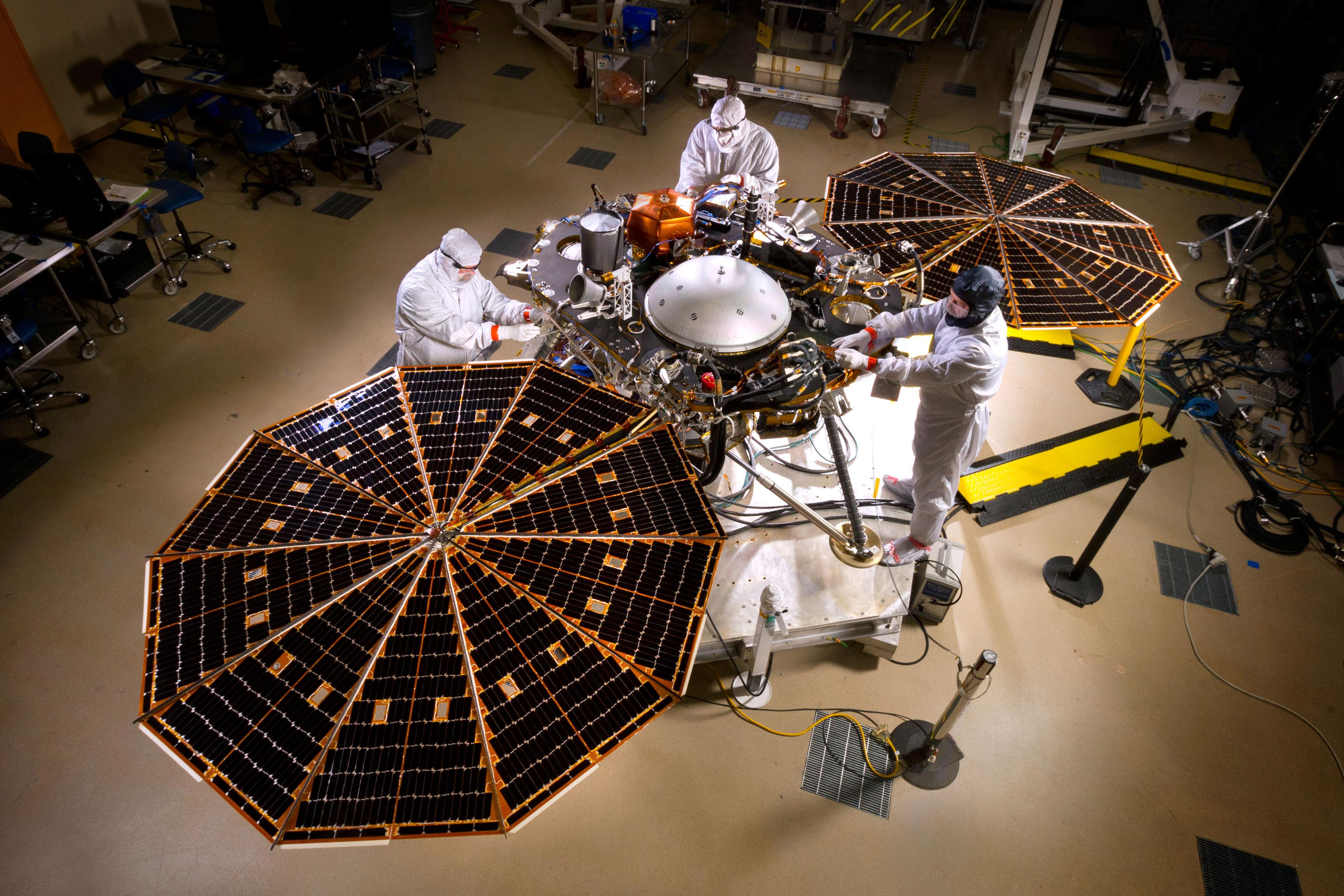
El módulo de aterrizaje Insight con paneles solares desplegados en una sala esterilizada

Se utilizó para la fabricación de la sonda, un diseño similar al utilizado en la sonda Phoenix en el año 2007. Debido a que InSight es alimentado por paneles solares, está previsto su aterrizaje cerca del ecuador para permitir una potencia óptima para una vida proyectada de 2 años (o 1 año de Marte). Será lanzado por el cohete Atlas V; la misión incluirá dos CubeSats que se lanzarán con InSight pero volarán por separado a Marte.

## Especificaciones
Masa
360 kilogramos (794 lb)
Dimensiones
Unos 6,1 metros de largo (20 ft) con los paneles solares desplegados. La plataforma científica tiene una profundidad de 2,0 metros (6.5 ft) y una altura de 1.4 m (4.5 pies).
Potencia
La potencia es generada por dos paneles solares redondos, cada uno de 2,15 metros de diámetro (7.1 ft) y compuesta por células solares de triple unión. Después de aterrizar sobre la superficie de Marte, los paneles serán desplegados.
La energía es generada por dos paneles solares redondos, cada uno de 2,15 m (7,1 pies) de diámetro y compuesto por células solares de triple unión ZTJ SolAero ZTJ hechas de InGaP/InGaAs/Ge dispuestas en matrices Orbital ATK UltraFlex. Después del aterrizaje en la superficie marciana, las matrices se despliegan abriéndose como un abanico plegable.

## Carga útil

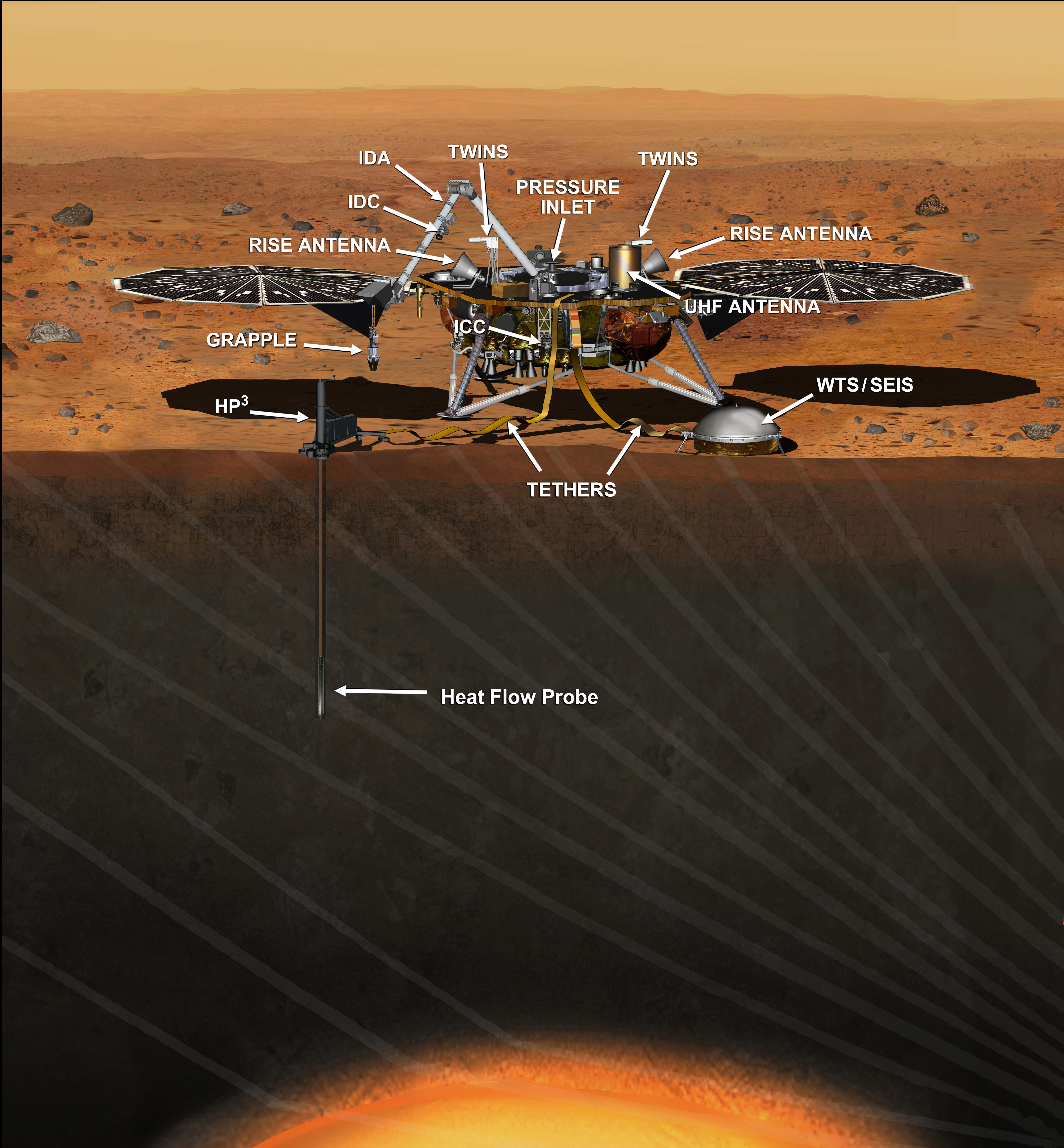
InSight con instrumentos identificados

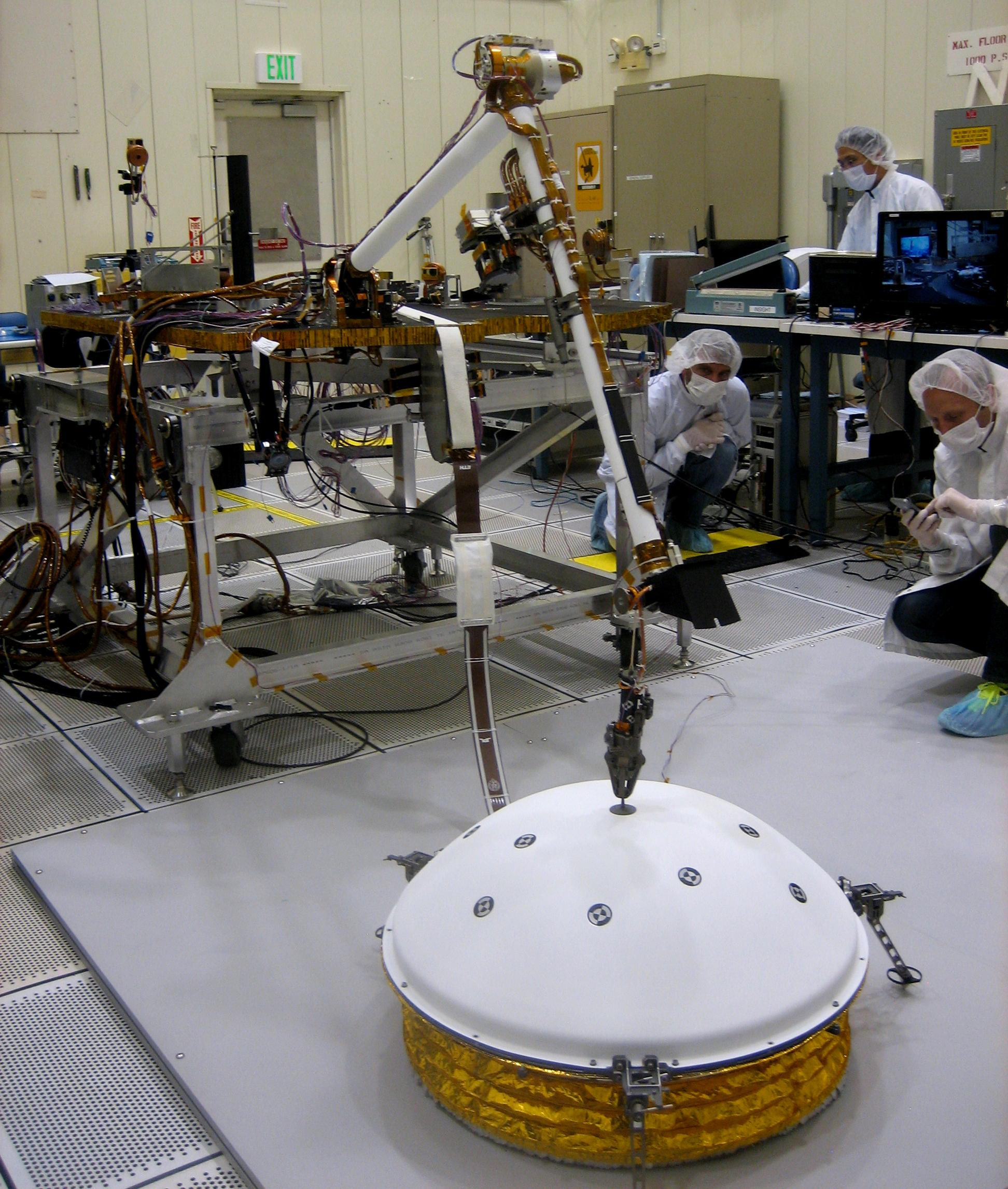
Probando el brazo desplegable de 2,4 metros de largo SEIS

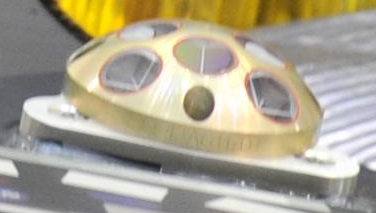
Laser retroreflector del InSight protegido

La carga científica que llevará InSight consta de dos instrumentos principales, SEIS y HP3, además de instrumentos y sistemas de soporte adicionales. Se consideró añadir una sonda electromagnética para proporcionar datos sobre el espesor de la corteza, el agua subterránea y la litosfera del manto durante el desarrollo.
- El instrumento Seismic Experiment for Interior Structure (SEIS) tomará medidas precisas de terremotos y otras actividades internas en Marte para comprender mejor la historia y estructura del planeta. También investigará cómo la corteza y el manto marciano responden a los efectos del impacto de los meteoritos, lo que da pistas sobre la estructura interna del planeta.[62][63][64] SEIS fue proporcionado por la Agencia Espacial Francesa (CNES), con la participación del Instituto de Física del Globo de París (IPGP), el Escuela Politécnica Federal de Zúrich (ETH), el Instituto Max Planck para la investigación del sistema solar (MPS), Imperial College London, Institut Supérieur de l'Aéronautique et de l'Espace (ISAE) y JPL.[65][66] El sismómetro también detectará fuentes que incluyen las ondas atmosféricas y las señales gravimétricas (fuerzas de marea) desde la luna Fobos de Marte, hasta las ondas sísmicas de alta frecuencia a 50 Hz.[67][68] Al instrumento SEIS se le detectó una fuga de vacío que no pudo corregirse a tiempo para el lanzamiento de InSight en el tiempo programado, lo que obligó a un aplazamiento de la misión de dos años.[15]

El instrumento SEIS está protegido por un conjunto de herramientas meteorológicas para detectar perturbaciones atmosféricas que podrían afectar el experimento. Estos incluyen un magnetómetro vectorial proporcionado por UCLA que medirá perturbaciones magnéticas como las causadas por la ionosfera marciana; un conjunto de sensores de temperatura del aire, velocidad del viento y dirección del viento basados en la estación hispano-finlandensa Rover Environmental Monitoring Station; y un barómetro del JPL.
- El instrumento Heat Flow and Physical Properties Package (HP3), proporcionado por el Centro Aeroespacial Alemán (DLR), consiste en una sonda de flujo de calor autopermeable.[68][56][70][71] Conocido como un "taladro" apodado "el topo" (fabricado por la compañía polaca Astronika),[72] fue diseñado para excavar hasta 5 m (16 pies) a través de la superficie para medir la cantidad de calor proveniente del núcleo de Marte, y así ayudar a revelar la historia térmica del planeta.[68][56][70][71] Mientras penetra introduce a su vez una correa que contiene precisos sensores de temperatura que hacen mediciones cada 10 cm (3,9 pulgadas) para registrar el perfil de temperatura del subsuelo.[68][73]

Este instrumento es compatible con un radiómetro infrarrojo que registra temperaturas de la superficie, contribuido por DLR y basado en el radiómetro MARA para la misión Hayabusa 2.
- El instrumento Rotation and Interior Structure Experiment (RISE) dirigido por el Jet Propulsion Laboratory (JPL), utilizará la radio de banda X instalada en el módulo de aterrizaje para realizar precisas mediciones de la rotación planetaria para así comprender mejor el interior de Marte.[76] El seguimiento de radio de banda X, con una precisión inferior a 2 cm, fue el utilizado en las misiones del programa Viking y para la toma de datos con Mars Pathfinder.[68] Los conjuntos de datos anteriores permitieron calcular el tamaño del núcleo, pero con un tercer conjunto de datos de InSight, se puede determinar la amplitud de la nutación.[68] Una vez que se entienda mejor la dirección del eje de giro, la precesión y las amplitudes de nutación, podrá calcularse el tamaño y la densidad del núcleo y el manto de Marte.[68] Esto aumentaría la comprensión sobre la formación de planetas terrestres (por ejemplo, la Tierra) y exoplanetas rocosos.[68]
- El instrumento Temperature and Winds for InSight (TWINS) , desarrollado por el Centro de Astrobiología (INTA-CSIC) de España, controlará el clima en el lugar de aterrizaje.[54][69]
- El instrumento Laser RetroReflector for InSight (LaRRI) es un retroreflector de esquina proporcionado por la Agencia Espacial Italiana y montado en la cubierta superior de InSight.[77][78] Permitirá la detección pasiva por láser en órbita, incluso después de la retirada del módulo de aterrizaje,[79] y funcionará como un nodo en una red geofísica de Marte.[80] Este dispositivo voló anteriormente en el módulo de aterrizaje Schiaparelli como Instrument for Landing-Roving Laser Retroreflector Investigations (INRRI), consistía en una cúpula de aluminio de 54 mm (2,1 pulgadas) de diámetro y 25 g (0,9 oz) de masa con ocho reflectores de cuarzo fundido.[79]
- El instrumento Instrument Deployment Arm (IDA) es un brazo robótico que se utilizará para desplegar los instrumentos SEIS y HP3 en la superficie de Marte.[23]
- El instrumento Instrument Deployment Camera (IDC) es una cámara a color basada en el diseño de navegación como las utilizadas en las sondas Mars Exploration Rover (MER) y Mars Science Laboratory (MSL). Ubicada en el IDA imprimirá imágenes de los instrumentos en la plataforma del módulo de aterrizaje y proporcionará vistas estereoscópicas del terreno que rodea el lugar de aterrizaje. Cuenta con un campo de visión de 45 grados y utiliza un detector CCD de 1024 × 1024 píxeles.[81] El sensor IDC en principio era en blanco y negro; se elaboró un programa que se probó con una cámara hazcam estándar y, dado que se cumplieron los plazos de desarrollo y los presupuestos, se reemplazó con un sensor de color.[82]
- El instrumento Instrument Context Camera (ICC) es una cámara a color basada en el diseño hazcam MER/MSL. Está montado debajo de la plataforma del módulo de aterrizaje, y con un campo de visión panorámico gran angular de 120 grados proporcionará una vista complementaria del área de despliegue del instrumento. Al igual que el IDC, utiliza un detector CCD de 1024 × 1024 píxeles.[81]

## Sitio de aterrizaje planeado
Como los objetivos científicos de InSight no están relacionados con ninguna característica superficial particular de Marte, los posibles sitios de aterrizaje se eligieron sobre la base de la practicidad. Los posibles candidatos estaban localizados cerca del ecuador de Marte para proporcionar suficiente luz solar a los paneles solares durante todo el año, y tener una elevación baja, prácticamente planos, para permitir suficiente frenado atmosférico durante la entrada, descenso y aterrizaje (EDL), relativamente libres de rocas para reducir la probabilidad de complicaciones durante el aterrizaje, y el terreno debía ser lo suficientemente suave como para permitir que la sonda de flujo de calor penetrase bien en el suelo. Un área óptima que cumple con todos estos requisitos es Elysium Planitia, por lo que los 22 sitios de aterrizaje potenciales, en principio, se ubicaron en esta área. Las otras dos áreas en el ecuador y con baja elevación, Isidis Planitia y Valles Marineris, son demasiado rocosos. Además, Valles Marineris tiene un gradiente demasiado empinado para permitir un aterrizaje seguro.
En septiembre del año 2013, los 22 posibles lugares de aterrizaje elegidos se redujeron a 4, la sonda Mars Reconnaissance Orbiter se utilizó para obtener más información sobre cada uno de los 4 sitios seleccionados antes de tomar una decisión final. Cada sitio de aterrizaje abarca una zona con forma elipsoide que mide aproximadamente 130 por 27 km (81 por 17 millas). En marzo del año 2017, científicos del Laboratorio de Propulsión a Chorro anunciaron que el sitio de aterrizaje había sido seleccionado. Se encuentra en el oeste de Elysium Planitia a 4.5° N 135.9° E. El sitio de aterrizaje está a unos 600 km (370 mi) de donde opera el rover Curiosity en el cráter Gale.

## Aterrizaje
El 26 de noviembre de 2018, aproximadamente a las 19:54 UTC, la NASA recibe una transmisión desde la InSight anunciando su correcto aterrizaje en Elysium Planitia. Tras el aterrizaje, la misión tardó tres meses en desplegar y posicionar los instrumentos científicos. Es entonces cuando comenzó su misión de estudiar Marte, durante un espacio temporal de que se espera que dure dos años.

## Equipo y participantes
El equipo de InSight incluye científicos e ingenieros de muchas disciplinas, países y organizaciones. Muchos pertenecen a instituciones de EE. UU., Francia, Alemania, Austria, Bélgica, Canadá, Japón, Suiza, España y el Reino Unido.
El científico del proyecto Mars Exploration Rover, W. Bruce Banerdt, es el investigador principal de la misión InSight y también ha sido designado para hacer el seguimiento y dirigir el instrumento SEIS. Suzanne Smrekar, especialista en investigar la evolución térmica de los planetas y que ha realizado extensas pruebas y desarrollos en instrumentos diseñados para medir las propiedades térmicas y el flujo de calor en otros planetas, es la encargada del instrumento HP3. Sami Asmar, experto en estudios avanzados mediante ondas de radio, está designado para manejar el instrumento RISE. El equipo de la misión también incluye al gerente de proyectos Tom Hoffman y al subdirector de proyectos Henry Stone.
Principales agencias e instituciones contribuyentes:
Agencias nacionales:

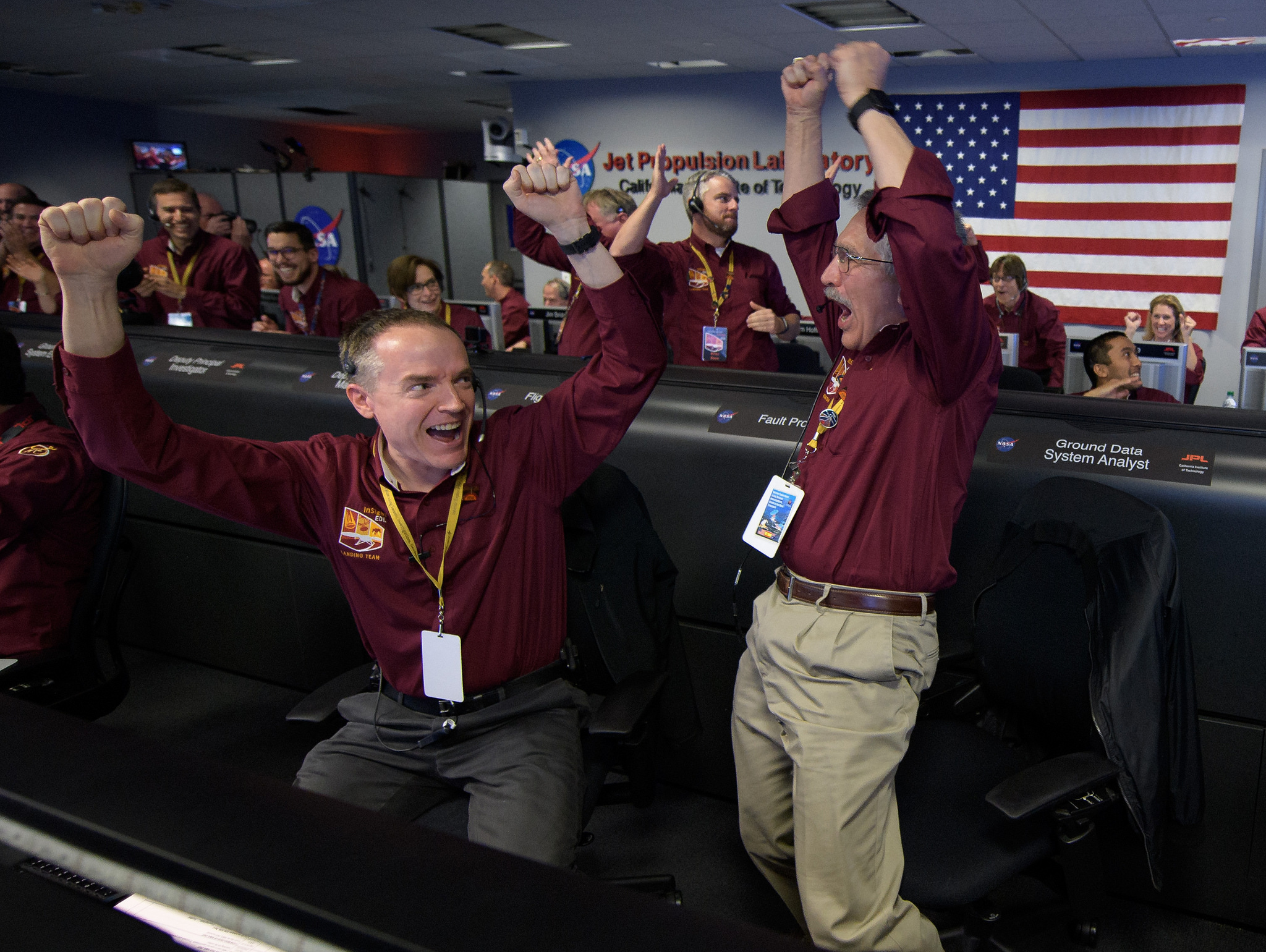
El equipo de la NASA celebrando el satisfactorio aterrizaje del InSight en el planeta Marte (26 de noviembre de 2018)

- Administración Nacional Aeronáutica y Espacial (NASA)
- Centro Nacional de Estudios Espaciales (CNES)
- Centro Aeroespacial Alemán (DLR)

Instituciones contribuyentes:
- Laboratorio de Propulsión a Reacción (NASA / JPL)
- Lockheed Martin
- Instituto de Física del Globo de París (IPGP)
- Escuela Politécnica Federal de Zúrich (ETHZ)
- Instituto Max Planck para la investigación del sistema solar (MPS)
- Imperial College London
- Institut Supérieur de l'Aéronautique et de l'Espace (ISAE-SUPAERO)
- Universidad de Oxford
- Consejo Superior de Investigaciones Científicas (Centro de Astrobiología - CAB)
- Space Research Centre of Polish Academy of Sciences (CBK)

## Chips con nombres

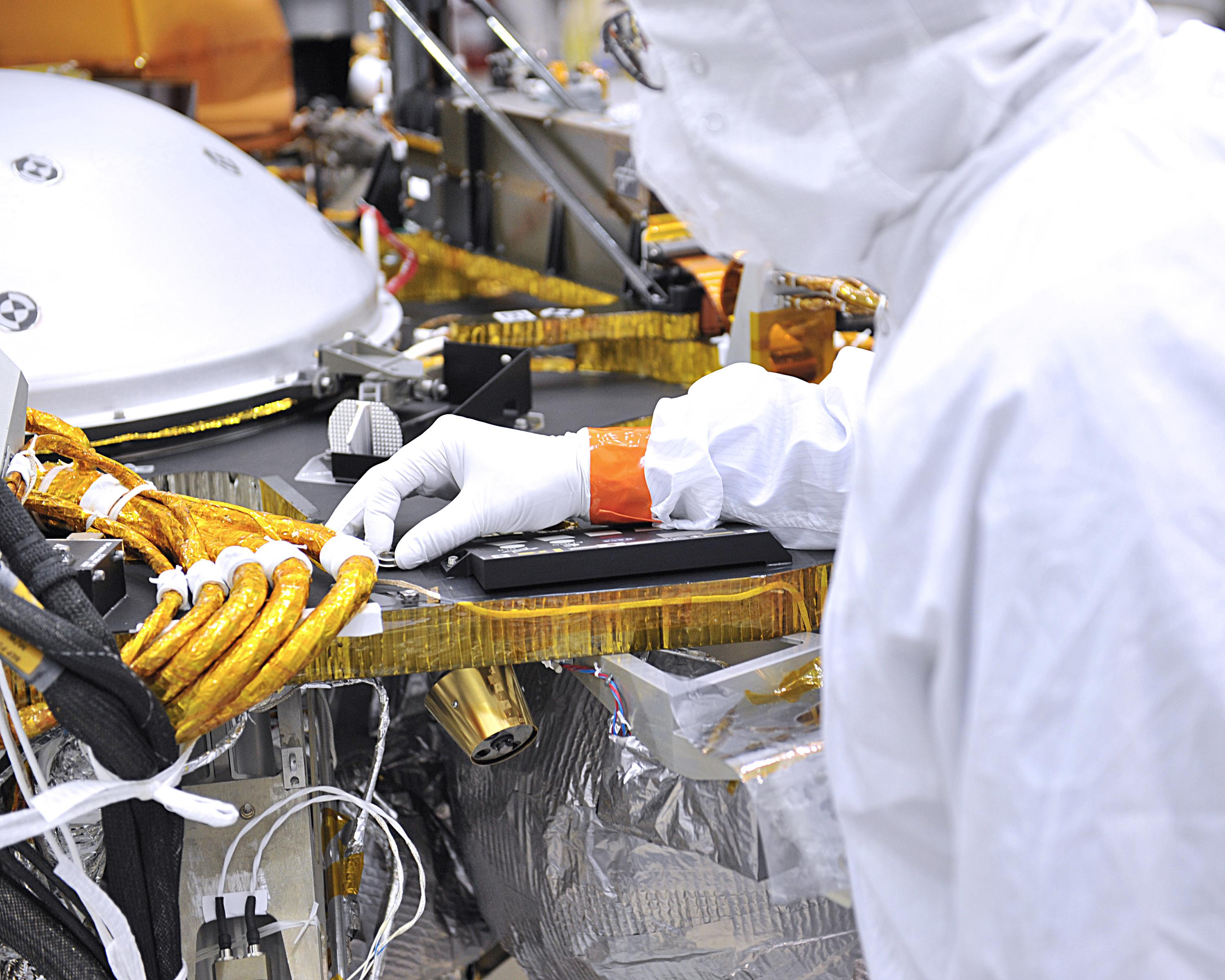
El segundo chip con nombres siendo integrado a la sonda.

Con intención de llegar a gran parte de la humanidad, la NASA organizó un programa donde el público en general pudiera enviar su nombre a Marte a bordo de la sonda InSight. Debido a su demora en el lanzamiento, se llevaron a cabo dos rondas de inscripción por un total de 2,4 millones de nombres: 826.923 nombres fueron registrados en 2015 y se agregaron otros 1.6 millones en 2017. Se usó un haz de electrones para grabar letras de solo 1⁄1000 del ancho de un cabello humano en obleas de silicio de 8 mm (0,3 pulgadas). El primer chip se instaló en el módulo de aterrizaje en noviembre de 2015 y el segundo el 23 de enero de 2018.

## CubeSats
La misión espacial Mars Cube One (MarCO), que consiste en un conjunto de dos 6U CubeSats, formará parte de la misión InSight para ayudar a transmitir las comunicaciones durante la fase de entrada, descenso y aterrizaje (EDL) de la sonda. Los dos 6U CubeSats, nombrados "MarCO" A y B, son idénticos. Miden 30 cm × 20 cm × 10 cm (11.8 in × 7.9 in × 3.9 in) y volarán en paralelo. No entrarán en órbita, sino que estarán al margen de Marte durante la fase EDL de la misión y retransmitirán la telemetría de InSight en tiempo real. Con MarCO se quiere demostrar la capacidad tecnológica de un sistema de retransmisión de comunicaciones.
El Atlas V Booster lanzará la etapa de crucero de la sonda Insight que llevará como carga los MarCO CubeSats, una vez en el lugar previsto los dos CubeSats se separarán de la etapa de crucero después del lanzamiento y se dirigirán a su propia trayectoria hacia Marte. Esto es notablemente distinto a las sondas gemelas Deep Space 2, que estaban conectadas al escenario de crucero Mars Polar Lander en su camino a Marte. Cerca de Marte, las sondas Deep Space 2 se separaron para su mini misión, pero nunca se supo de ellas, y Mars Polar Lander se perdió al aterrizar (Mars Global Surveyor estaba en órbita para comunicarse en ese momento).

## Galería de imágenes

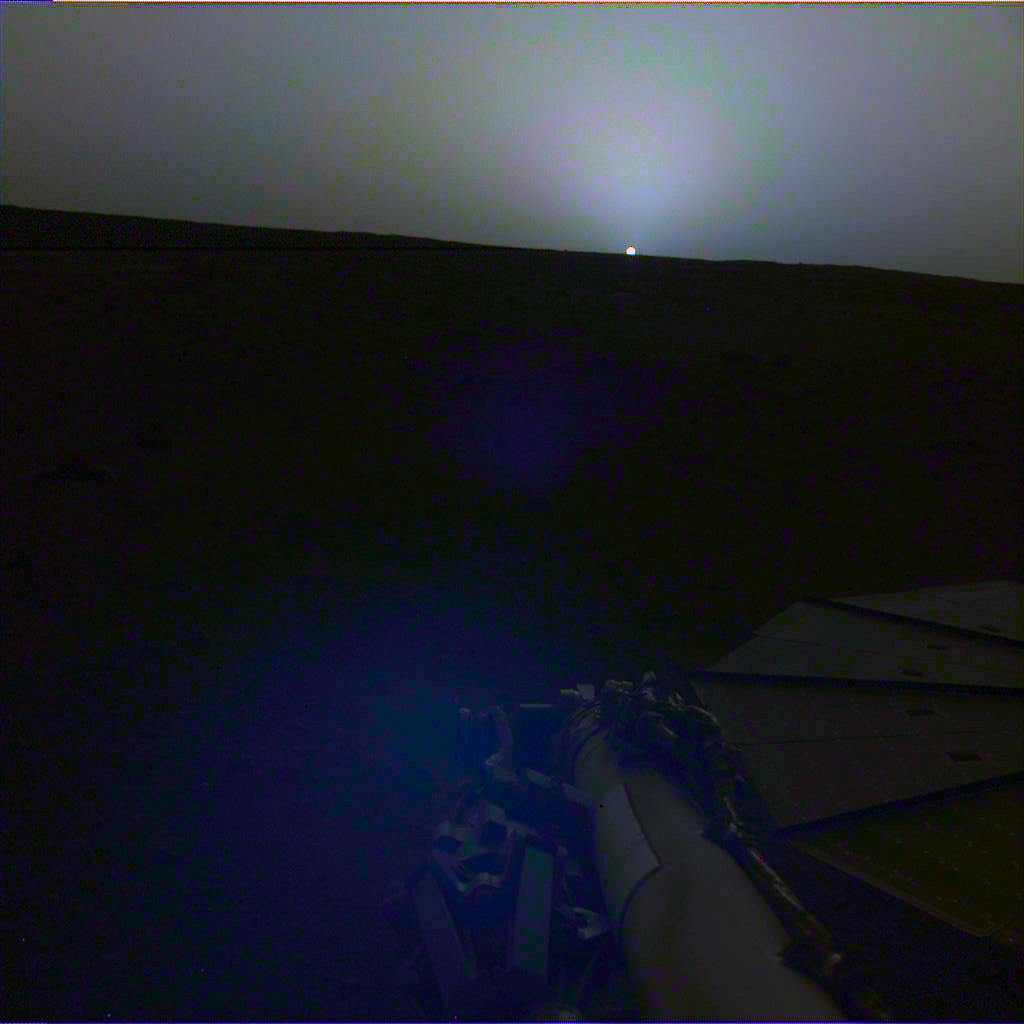
Puesta de sol tomada por Insight

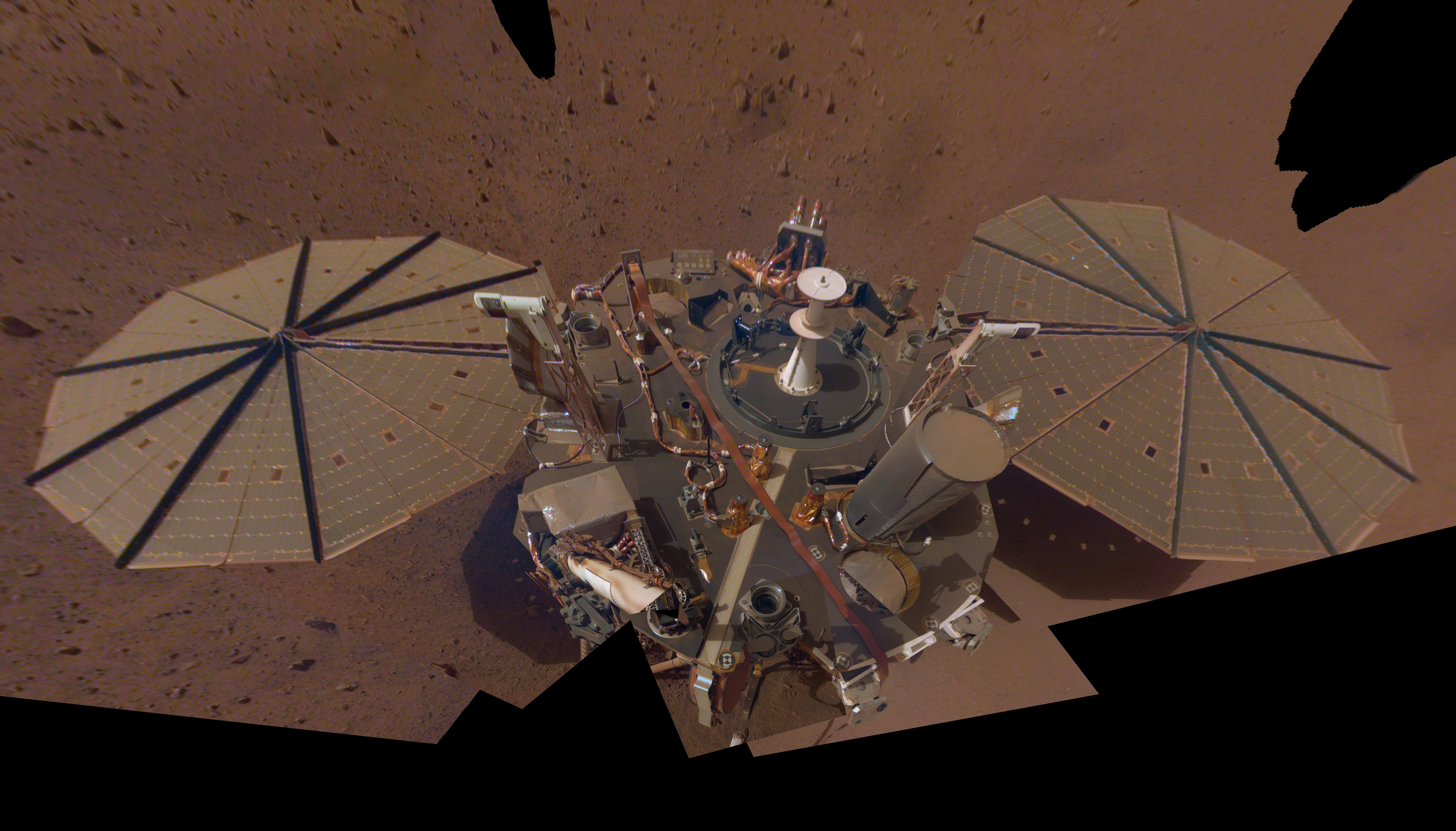
La sonda Insight en Marte. Véase el polvo en los paneles solares.

Nubes en Marte